# Démographie de la Martinique
La démographie de la Martinique est caractérisée par une densité forte et une population âgée qui décroît depuis les années 2010.
Avec ses 361 019 habitants en 2022, le département français de la Martinique se situe en 65e position sur le plan national.
En six ans, de 2015 à 2021, sa population a diminué de près de 20 150 unités, c'est-à-dire de plus ou moins 3 360 personnes par an. Mais cette variation est différenciée selon les 34 communes que comporte le département.
La densité de population de la Martinique, 320,1 habitants par kilomètre carré en 2022, est trois fois supérieure à celle de la France entière qui est de 107,1 hab./km2 pour la même année.

## Évolution démographique
La Martinique est l'une des deux seules régions françaises d'outre-mer à perdre des habitants avec la Guadeloupe. Cette baisse de la population est due à un solde migratoire négatif. La population de la Martinique a subi un cataclysme démographique en 1902, à cause de l'éruption de la montagne Pelée sur la Paris des Antilles, Saint-Pierre. La catastrophe emporta près de 36000 personnes dont la plupart étaient les 32000 habitants de Saint-Pierre, les autres sont morts avant la nuée ardente (dans les jours avant le déclenchement avec les coulées) et après (avec les nuées ardentes suivantes). Près de 1/6 de la population disparu de ce fait, faisant passer celle-ci de 210 000 habitants à 175 000 après le désastre. 
| 1831    | 1853    | 1861    | 1867    | 1876    | 1886    | 1894    | 1905    | 1910    |
| ------- | ------- | ------- | ------- | ------- | ------- | ------- | ------- | ------- |
| 109 916 | 129 681 | 135 991 | 153 334 | 161 995 | 174 863 | 203 781 | 182 024 | 184 004 |

| 1921    | 1927    | 1931    | 1936    | 1946    | 1954    | 1961    | 1967    | 1974    |
| ------- | ------- | ------- | ------- | ------- | ------- | ------- | ------- | ------- |
| 244 439 | 227 798 | 234 500 | 246 712 | 261 595 | 239 130 | 292 062 | 320 030 | 324 832 |

| 1982    | 1990    | 1999    | 2006    | 2011    | 2016    | 2021    | 2022    | - |
| ------- | ------- | ------- | ------- | ------- | ------- | ------- | ------- | - |
| 328 566 | 359 572 | 381 427 | 397 732 | 392 291 | 376 480 | 360 749 | 361 019 | - |

## Population par divisions administratives

### Arrondissements
Le département de la Martinique comporte quatre arrondissements. La population se concentre principalement sur l'arrondissement de Fort-de-France, qui recense 42 % de la population totale du département en 2022, avec une densité de 879,1 hab./km2, contre 32 % pour l'arrondissement du Marin, 20 % pour celui de la Trinité et 6 % pour celui de Saint-Pierre.
| Arrondissement  | Population(2022) | Variation(2022/2016)                       | Superficie(km2) | Densité(hab./km2) |
| --------------- | ---------------- | ------------------------------------------ | --------------- | ----------------- |
| Fort-de-France  | 150 323          | en évolution de −4,53 % par rapport à 2016 | 171             | 879,1             |
| Le Marin        | 115 038          | en évolution de −1,82 % par rapport à 2016 | 409,1           | 281,2             |
| La Trinité      | 73 301           | en évolution de −7,14 % par rapport à 2016 | 337,6           | 217,1             |
| Saint-Pierre    | 22 357           | en évolution de −2,48 % par rapport à 2016 | 210,3           | 106,3             |
| Source : Insee. |                  |                                            |                 |                   |

### Communes de plus de5 000 habitants
Sur les 34 communes que comprend le département de la Martinique, 27 ont en 2021 une population municipale supérieure à 2 000 habitants, 19 ont plus de 5 000 habitants et douze ont plus de 10 000 habitants : Fort-de-France, Le Lamentin, Le Robert, Schœlcher, Ducos, Saint-Joseph, Le François, Sainte-Marie, Rivière-Salée, La Trinité, Rivière-Pilote et Saint-Esprit.
Les évolutions respectives des communes de plus de 5 000 habitants sont présentées dans le tableau ci-après.
| Commune         | Population(2022) | Variation(2022/2016)                        | Superficie(km2) | Densité(hab./km2) |
| --------------- | ---------------- | ------------------------------------------- | --------------- | ----------------- |
| Fort-de-France  | 75 165           | en évolution de −7,22 % par rapport à 2016  | 44,21           | 1 700,2           |
| Le Lamentin     | 39 346           | en évolution de −2,06 % par rapport à 2016  | 62,32           | 631,4             |
| Le Robert       | 21 490           | en évolution de −7,58 % par rapport à 2016  | 47,3            | 454,3             |
| Schœlcher       | 19 342           | en évolution de −2,84 % par rapport à 2016  | 21,17           | 913,7             |
| Ducos           | 17 837           | en évolution de +2,51 % par rapport à 2016  | 37,69           | 473,3             |
| Saint-Joseph    | 16 470           | en évolution de +0,74 % par rapport à 2016  | 43,29           | 380,5             |
| Le François     | 15 858           | en évolution de −7,65 % par rapport à 2016  | 53,93           | 294               |
| Sainte-Marie    | 14 827           | en évolution de −8,39 % par rapport à 2016  | 44,55           | 332,8             |
| Rivière-Salée   | 11 818           | en évolution de −2,32 % par rapport à 2016  | 39,38           | 300,1             |
| La Trinité      | 11 622           | en évolution de −7,11 % par rapport à 2016  | 45,77           | 253,9             |
| Rivière-Pilote  | 11 797           | en évolution de −2,87 % par rapport à 2016  | 35,78           | 329,7             |
| Saint-Esprit    | 10 422           | en évolution de +10,57 % par rapport à 2016 | 23,46           | 444,2             |
| Gros-Morne      | 9 752            | en évolution de −1,41 % par rapport à 2016  | 54,25           | 179,8             |
| Sainte-Luce     | 9 275            | en évolution de −7,13 % par rapport à 2016  | 28,02           | 331               |
| Le Marin        | 8 526            | en évolution de −3,23 % par rapport à 2016  | 31,54           | 270,3             |
| Le Vauclin      | 8 481            | en évolution de −5,79 % par rapport à 2016  | 39,06           | 217,1             |
| Les Trois-Îlets | 6 735            | en évolution de −10,12 % par rapport à 2016 | 28,6            | 235,5             |
| Le Lorrain      | 6 607            | en évolution de −4,69 % par rapport à 2016  | 50,33           | 131,3             |
| Le Diamant      | 5 924            | en évolution de +1,98 % par rapport à 2016  | 27,34           | 216,7             |
| Source : Insee. |                  |                                             |                 |                   |

## Structures des variations de population

### Soldes naturels et migratoires depuis 1967
| Indicateurs démographiques                       | 1967 à1974 | 1974 à1982 | 1982 à1990 | 1990 à1999 | 1999 à2010 | 2010 à2015 | 2015 à2021 |
| ------------------------------------------------ | ---------- | ---------- | ---------- | ---------- | ---------- | ---------- | ---------- |
| Variation annuelle moyenne de la population en % | 0,2        | 0,2        | 1,1        | 0,7        | 0,3        | -0,7       | -0,9       |
| - due au solde naturel en %                      | 2,0        | 1,1        | 1,1        | 1,0        | '          | 0,4        | 0,1        |
| - due au solde apparent des entrées sorties en % | -1,8       | -1,0       | 0,0        | -0,3       | -0,4       | -1,1       | -1,0       |
| Taux de natalité en ‰                            | 27,0       | 18,4       | 17,3       | 16,1       | 14,0       | 11,5       |            |
| Taux de mortalité en ‰                           | 7,3        | 7,0        | 6,1        | 6,1        | 6,9        | 7,5        |            |
| Source : Insee.                                  |            |            |            |            |            |            |            |

### Mouvements naturels sur la période 2014-2022
En 2014, 4 367 naissances ont été dénombrées contre 3 319 décès. Le nombre annuel des naissances a diminué depuis cette date, passant à 3 493 en 2022, indépendamment à une augmentation, mais relativement faible, du nombre de décès, avec 4 188 en 2022. Le solde naturel est ainsi négatif et diminue, passant de 1 048 à -695.
Pour des raisons techniques, il est temporairement impossible d'afficher le graphique qui aurait dû être présenté ici.

## Densité de population
En 2021, la densité était de 319,8 hab./km2.
| 1967 |  | 283.7 |  |

| 1974 |  | 288.0 |  |

| 1982 |  | 291.3 |  |

| 1990 |  | 318.8 |  |

| 1999 |  | 338.1 |  |

| 2010 |  | 349.4 |  |

| 2015 |  | 337.7 |  |

| 2021 |  | 319.8 |  |

## Répartition par sexes et tranches d'âges
La population du département est plus âgée qu'au niveau national.
En 2021, le taux de personnes d'un âge inférieur à 30 ans s'élève à 30,8 %, soit en dessous de la moyenne nationale (35,1 %). À l'inverse, le taux de personnes d'âge supérieur à 60 ans est de 30,1 % la même année, alors qu'il est de 26,6 % au niveau national.
En 2021, le département comptait 165 627 hommes pour 195 122 femmes, soit un taux de 54,09 % de femmes, largement supérieur au taux national (51,61 %).
Les pyramides des âges du département et de la France s'établissent comme suit.
| Hommes | Classe d’âge | Femmes |
| ------ | ------------ | ------ |
| 0,9    | 90 ou +      | 1,8    |
| 8,1    | 75-89 ans    | 9,5    |
| 19,9   | 60-74 ans    | 19,8   |
| 23,3   | 45-59 ans    | 24,3   |
| 14,1   | 30-44 ans    | 16,3   |
| 16,4   | 15-29 ans    | 14,2   |
| 17,3   | 0-14 ans     | 14,2   |

| Hommes | Classe d’âge | Femmes |
| ------ | ------------ | ------ |
| 0,7    | 90 ou +      | 1,9    |
| 7,0    | 75-89 ans    | 9,5    |
| 16,6   | 60-74 ans    | 17,5   |
| 20,0   | 45-59 ans    | 19,5   |
| 18,8   | 30-44 ans    | 18,3   |
| 18,3   | 15-29 ans    | 16,7   |
| 18,6   | 0-14 ans     | 16,7   |

## Répartition par catégories socioprofessionnelles
La catégorie socioprofessionnelle des autres personnes sans activité professionnelle est surreprésentée par rapport au niveau national. Avec 22,4 % en 2021, elle est 5,4 points au-dessus du taux national (17 %). La catégorie socioprofessionnelle des cadres et professions intellectuelles supérieures est quant à elle sous-représentée par rapport au niveau national. Avec 5,3 % en 2021, elle est 4,8 points en dessous du taux national (10,1 %).
| Catégorie socioprofessionnelle                    | 2015    | 2015 | 2021    | 2021 | Détails de l'année 2021 | Détails de l'année 2021 | Détails de l'année 2021            | Détails de l'année 2021            | Détails de l'année 2021            |
| Catégorie socioprofessionnelle                    | Nb      | %    | Nb      | %    | Hommes                  | Femmes                  | Part en % de la population âgée de | Part en % de la population âgée de | Part en % de la population âgée de |
| Catégorie socioprofessionnelle                    | Nb      | %    | Nb      | %    | Hommes                  | Femmes                  | 15 à 24 ans                        | 25 à 54 ans                        | 55 ans ou +                        |
| ------------------------------------------------- | ------- | ---- | ------- | ---- | ----------------------- | ----------------------- | ---------------------------------- | ---------------------------------- | ---------------------------------- |
| Agriculteurs exploitants                          | 2 435   | 0,8  | 1 963   | 0,6  | 1 566                   | 396                     | 0,1                                | 0,8                                | 0,6                                |
| Artisans, commerçants, chefs d'entreprise         | 13 087  | 4,2  | 12 499  | 4,1  | 8 742                   | 3 757                   | 0,6                                | 6,0                                | 3,4                                |
| Cadres et professions intellectuelles supérieures | 15 696  | 5,0  | 16 281  | 5,3  | 7 555                   | 8 726                   | 0,5                                | 9,5                                | 3,0                                |
| Professions intermédiaires                        | 38 608  | 12,3 | 39 399  | 12,9 | 14 779                  | 24 619                  | 5,7                                | 22,6                               | 6,4                                |
| Employés                                          | 59 412  | 19,0 | 56 149  | 18,4 | 14 061                  | 42 088                  | 11,1                               | 28,9                               | 11,3                               |
| Ouvriers                                          | 36 537  | 11,7 | 31 467  | 10,3 | 25 308                  | 6 159                   | 7,0                                | 15,1                               | 7,0                                |
| Retraités                                         | 77 177  | 24,6 | 78 752  | 25,8 | 34 851                  | 43 901                  | 0,0                                | 0,3                                | 55,3                               |
| Autres personnes sans activité professionnelle    | 70 481  | 22,5 | 68 301  | 22,4 | 30 000                  | 38 302                  | 75,0                               | 16,7                               | 12,9                               |
| Ensemble                                          | 313 435 | 100  | 304 811 | 100  | 136 863                 | 167 948                 | 100                                | 100                                | 100                                |
| Sources : Insee,.                                 |         |      |         |      |                         |                         |                                    |                                    |                                    |